# Галеата
Галеа́та (итал. Galeata, эмил.-ром. Gaglièda, романьол. Gagliêda) — коммуна в Италии, в регионе Эмилия-Романья, подчиняется административному центру Форли-Чезена.
Население составляет 2 500 человек (31-8-2017), плотность населения — 39,6  чел./км². Занимает площадь 63,13 км². Почтовый индекс — 47010. Телефонный код — 0543.
Покровителем населённого пункта считается святой Иларий Галеатский, празднование 15 мая.

## Известные уроженцы и жители
- Фачибени, Джулио — праведник мира.

## Примечание
1. ↑  Statistiche demografiche ISTAT. demo.istat.it. Дата обращения: 13 декабря 2019. Архивировано из оригинала 16 июля 2018 года.